# Гхоман
Гхоман (Гхуман) — деревня в штате Пенджаб, Индия. В деревне Гхоман расположена часовня известная как Дера Баба Нам Дэв в память о великом мудреце Нам Дэве, который много столетий назад провёл там свои последние дни.
В легендах утверждается, что когда святой прибыл и пожелал помолиться в местном храме, его туда не пустили, потому что он был внекастовым. Он ушёл и беспрепятственно сел у задней стены, и вскоре забылся в самадхи. Господь, недовольный оскорблением, нанесённым его ученику, повернул фасад храма к тому месту, где сидел Нам Дэв и все священники и брамины упали к его ногам, прося прощения. Говорят, что с этого времени местная деревня стала называться Гхуман, что на пенджаби означает «поворачиваться вокруг».
В деревне родился святой Баба Джи.